# Ectatoderus leuctisonus
Ectatoderus leuctisonus är en insektsart som beskrevs av Yang, Jengtze och Yen 2001. Ectatoderus leuctisonus ingår i släktet Ectatoderus och familjen Mogoplistidae. Inga underarter finns listade i Catalogue of Life.